# Who You Are
Who You Are – singel zespołu Pearl Jam, wydany 30 lipca 1996 r. nakładem Epic Records, zawierający dwa utwory z albumu No Code.
Utwór Who You Are został po raz pierwszy zagrany na żywo 14 września 1996 r. podczas koncertu w klubie The Showbox w Seattle. Ukazał się na płycie No Code (1996) oraz na kompilacji Rearviewmirror: Greatest Hits 1991-2003 (2004).

Grałem w ten sposób od siódmego roku życia. Zainspirowało mnie solo Maxa Roacha, które usłyszałem w sklepie muzycznym, kiedy byłem dzieciakiem.

Kiedy po raz pierwszy usłyszałem ten utwór, odleciałem. Wydawało mi się, że to najlepsza rzecz jaką kiedykolwiek nagraliśmy.

Utwór Habit został po raz pierwszy zagrany na żywo 19 czerwca 1995 r. podczas koncertu w Red Rocks w  Morrison. Ukazał się na płycie No Code (1996).

## Lista utworów
1. Who You Are (Vedder/Gossard/Irons) – 3:51
2. Habit (Vedder) – 3:36

## Twórcy
- Jeff Ament – gitara basowa
- Stone Gossard – gitara
- Jack Irons – perkusja
- Mike McCready – gitara
- Eddie Vedder – wokal

## Wydania[4]
| Rok  | Format                    | Wytwórnia                              | Numer katalogowy           | Kraj   |
| ---- | ------------------------- | -------------------------------------- | -------------------------- | ------ |
| 1996 | płyta gramofonowa         | Epic Records                           | EPC 663539 7               | Europa |
| 1996 | płyta gramofonowa         | Epic Records                           | 34 78389                   | USA    |
| 1996 | płyta kompaktowa digipack | Epic Records, Sony Music Entertainment | EPC 663539 2, 01-663539-14 | Europa |
| 1996 | płyta kompaktowa digipack | Epic Records                           | 34K 78389                  | USA    |

## Lista przebojów magazynu „Billboard”
| Rok  | Kraj | Nazwa listy przebojów | Liczba tygodni na liście | Najwyższe miejsce |
| ---- | ---- | --------------------- | ------------------------ | ----------------- |
| 1996 | USA  | Alternative Songs     | 11                       | 1                 |
| 1996 | USA  | Rock Songs            | 10                       | 5                 |
| 1996 | USA  | The Billboard Hot 100 | 9                        | 31                |